# آلندورف (لومدا)
شهر آلندورف در ایالت هسن در کشور آلمان واقع شده‌است.